# Pokémon Jet

Hai máy bay Pokémon của All Nippon Airways, tháng 3 năm 2006

Pokémon Jet (ポケモンジェット Pokemon jetto) (tạm dịch là máy bay Pokémon) đề cập đến một số máy bay được khai thác bởi hãng hàng không Nhật Bản All Nippon Airways dùng để quảng cáo Pokémon. Mặt ngoài của máy bay được vẽ bằng hình ảnh của nhiều Pokémon khác nhau và nội thất được trang trí theo chủ đề Pokémon.

## Lịch sử
Sau sự xuất hiện của Pokémon vào năm 1996 và cơn sốt liên quan đến Pokémon, All Nippon Airways đã tiết lộ những chiếc máy bay Pokémon đầu tiên vào ngày 1 tháng 7 năm 1998, trùng với thời gian phát hành Pocket Monsters the Movie: Mewtwo's Counterattack. Hai chiếc đầu tiên được công bố là Boeing 747-400D (JA8965) và Boeing 767-300 (JA8569), và mỗi chiếc hiển thị một số trong số 151 nhân vật Pokémon, bao gồm cả Pikachu. Do sự phổ biến của máy bay, chiếc 767 thứ hai đã được tiết lộ một vài tuần sau đó. Ba máy bay đã được giới thiệu trên nhiều chuyến bay nội địa ở Nhật Bản. Một chiếc máy bay thứ tư, là một chiếc Boeing 747-400, đã được sơn màu Pokémon vào tháng 2 năm 1999, và được hãng hàng không gọi là phiên bản Mỹ, khi nó được đưa vào phục vụ trên các đường bay Bắc Mỹ của hãng hàng không. Máy bay này giống hệt với ba máy bay trước đó, ngoại trừ các chữ ANA được giữ trên bộ ổn định dọc, và thực hiện chuyến bay đầu tiên đến Sân bay Quốc tế JFK của Thành phố New York vào ngày 24 tháng 2 năm 1999.
All Nippon Airways vào tháng 3 năm 1999 đã công bố rằng một chiếc máy bay thứ năm sẽ được vẽ theo sơ đồ Pokémon và một cuộc thi đã được tổ chức cho thấy trẻ em trong độ tuổi từ sáu đến mười hai nộp bài. Thông báo được đưa ra trùng với thời điểm phát hành Pocket Monsters the Movie - Mirage Pokémon: Lugia's Explosive Birth tại Nhật Bản vào mùa hè năm 1999. Thiết kế thắng cuộc đã được áp dụng tại Osaka vào ngày 20 tháng 6 năm 1999 trên một chiếc Boeing 747-400D (JA8964), với thiết kế tương tự xuất hiện ngay sau đó trên hai chiếc Boeing 767-300 (JA8288 và JA8357).
Vào năm 2011, Pokémon với các nhân vật từ các trò chơi video Pokémon Black và White đã được vẽ lên một chiếc Boeing 777-300 (JA754A). All Nippon Airways ban đầu dự định cho phép trẻ em bỏ phiếu cho thiết kế đẹp mắt cho Pokémon Jet này, nhưng sự kiện bỏ phiếu đã bị hủy do trận động đất và sóng thần Tōhoku 2011. Chiếc máy bay này được mệnh danh là Máy bay phản lực Hòa bình, vì thiết kế màu mỡ được chọn nhằm thể hiện mong muốn về một thế giới tràn ngập hòa bình. Pokémon Jet này đã được đưa vào phục vụ trên các đường bay nội địa của hãng hàng không vào ngày 18 tháng 7 năm 2011, chỉ hai ngày sau khi phim Pokémon: Victini và anh hùng bóng tối Zekrom và Victini và anh hùng ánh sáng Reshiram phát hành tại các rạp chiếu phim ở Nhật Bản.
Ngày 8 tháng 10 năm 2013, JA8956 và JA8957 đồng thời được cho nghỉ hưu như một phần trong kế hoạch của hãng hàng không cho nghỉ hưu tất cả các máy bay Boeing 747, để JA754A trở thành máy bay phản lực Pokémon duy nhất hiện đang hoạt động.
Vào ngày 14 tháng 4 năm 2016, chủ đề Pokémon của JA754A đã bị xóa, do đó không có máy bay Pokémon nào đang hoạt động.

## Trải nghiệm và phản hồi của hành khách
Hành khách trên các máy bay Pokémon đã được trải nghiệm Pokémania hoàn chỉnh. Các máy bay và phi hành đoàn được bố trí theo chủ đề Pokémon, bao gồm tựa đầu, đồng phục tiếp viên hàng không, hộp đựng thức ăn, giải trí trên máy bay và túi lưu niệm. All Nippon Airways báo cáo rằng họ đã có sự gia tăng số lượng hành khách được vận chuyển do hoạt động của các máy bay Pokémon.

## Danh sách các máy bay Pokémon
| Ảnh                                           | Phi cơ          | Số hiệu đăng ký | Năm ra mắt        | Năm nghỉ hưu                                                         | Mặt trái từ mũi đến đuôi                                                         | Mặt phải từ mũi đến đuôi                                                                        |
| --------------------------------------------- | --------------- | --------------- | ----------------- | -------------------------------------------------------------------- | -------------------------------------------------------------------------------- | ----------------------------------------------------------------------------------------------- |
|                                               | Boeing 747-400D | JA8965          | 1998              | 2001 (thay màu sơn) Tháng 6 năm 2013 (phi cơ nghỉ hưu)               | Pippi, Pikachu, Togepy, Mew, Mewtwo, Kabigon                                     | Purin, Pikachu, Psyduck, Zenigame, Fushigidane                                                  |
| Tập tin:ANA B767-381 JA8569 Pokemon-Jet98.jpg | Boeing 767-300  | JA8569          | 1998              | 2001 (thay màu sơn) Tháng 12 năm 2018 (phi cơ nghỉ hưu)              | Pippi, Pikachu, Togepy, Mew, Mewtwo, Kabigon                                     | Purin, Pikachu, Psyduck, Zenigame, Fushigidane                                                  |
|                                               | Boeing 767-300  | JA8578          | 1998              | 2001 (thay màu sơn) Tháng 8 năm 2017 (phi cơ nghỉ hưu)               | Pippi, Pikachu, Togepy, Mew, Mewtwo, Kabigon                                     | Purin, Pikachu, Psyduck, Zenigame, Fushigidane                                                  |
|                                               | Boeing 747-400  | JA8962          | 1999              | 2006 (thay màu sơn) 2010 (phi cơ nghỉ hưu)                           | Pippi, Pikachu, Togepy, Mew, Mewtwo, Kabigon                                     | Purin, Pikachu, Psyduck, Zenigame, Fushigidane                                                  |
|                                               | Boeing 747-400D | JA8964          | 1999              | 2006 (thay màu sơn) 2011 (phi cơ nghỉ hưu)                           | Pikachu, Maril, Miniryu, Laplace, Yadon, Tattu                                   | Togepy, Pikachu, Purin, Rediba, Elekid, Nyarth                                                  |
|                                               | Boeing 767-300  | JA8288          | 1999              | 2006 (thay màu sơn) Tháng 9 năm 2014 (phi cơ nghỉ hưu)               | Pikachu, Maril, Miniryu, Laplace, Yadon, Tattu                                   | Togepy, Pikachu, Purin, Rediba, Elekid, Nyarth                                                  |
|                                               | Boeing 767-300  | JA8357          | 1999              | 2006 (thay màu sơn) Tháng 2 năm 2016 (phi cơ nghỉ hưu)               | Pikachu, Maril, Miniryu, Laplace, Yadon, Tattu                                   | Togepy, Pikachu, Purin, Rediba, Elekid, Nyarth                                                  |
|                                               | Boeing 747-400D | JA8957          | Tháng 5 năm 2004  | Tháng 10 năm 2013 (thay màu sơn) Tháng 11 năm 2013 (phi cơ nghỉ hưu) | Celebi, Prasle, Minun, Deoxys, Achamo, Gonbe, Jirachi, Latios và Latias, Pikachu | Mew, Anh em Pichu, Kimori, Mizugorou, Nyarth, Lugia, Entei, Pikachu                             |
|                                               | Boeing 747-400D | JA8956          | Tháng 11 năm 2004 | Tháng 10 năm 2013 (thay màu sơn) Tháng 11 năm 2013 (phi cơ nghỉ hưu) | Pikachu, Anh em Pichu, Mew, Sohnano, Ruriri, Powalen, Kireihana, Pikachu         | Pikachu, Minun, Prasle, Popocco, Nazonokusa, Pupurin, Nuckrar, Popocco, Gonbe, Roselia, Pikachu |
|                                               | Boeing 777-300  | JA754A          | 2011              | Tháng 5 năm 2016 (thay màu sơn)                                      | Mijumaru, Pikachu, Victini, Zekrom, Darumakka, Yanappu, Zuruggu, Pikachu         | Pokabu, Pikachu, Tsutarja, Reshiram, Nyarth, Kibago, Munna, Pikachu                             |